# Championnat de République dominicaine de football 2016
Navigation
Saison précédente Saison suivante
La saison 2016 du Championnat de République dominicaine de football est la deuxième édition de la Liga Dominicana, le championnat de première division en République dominicaine. Les dix meilleures équipes de l'île sont regroupées au sein d’une poule unique où elles s’affrontent à deux reprises. Les quatre premiers se qualifient pour la phase finale du championnat. Il n'y a ni promotion, ni relégation en fin de saison.
C'est le Club Barcelona Atlético qui est sacré cette saison après avoir battu le Cibao Fútbol Club en finale. Il s’agit du cinquième titre de champion de République dominicaine de l’histoire du club.

## Les clubs participants
- Cibao Fútbol Club
- Club Barcelona Atlético
- Bauger Fútbol Club
- Atlántico Fútbol Club
- Moca Fútbol Club
- Club Atlético Pantoja
- Delfines del Este
- Atlético Vega Real
- Atlético San Cristóbal
- Universidad Organización y Métodos

## Compétition
Le barème utilisé pour établir le classement est le suivant :
- Victoire : 3 points
- Match nul : 1 point
- Défaite : 0 point

### Saison régulière
| Rang | Équipe                             | Pts | J  | G  | N | P  | Bp | Bc | Diff |
| ---- | ---------------------------------- | --- | -- | -- | - | -- | -- | -- | ---- |
| 1    | Club Barcelona Atlético            | 38  | 18 | 11 | 5 | 2  | 23 | 11 | +12  |
| 2    | Cibao Fútbol ClubC                 | 35  | 18 | 11 | 2 | 5  | 30 | 17 | +13  |
| 3    | Club Atlético PantojaT             | 32  | 18 | 9  | 5 | 4  | 22 | 13 | +9   |
| 4    | Atlético San Cristóbal             | 28  | 18 | 7  | 7 | 4  | 31 | 22 | +9   |
| 5    | Atlántico Fútbol Club              | 25  | 18 | 7  | 4 | 7  | 15 | 17 | -2   |
| 6    | Atlético Vega Real                 | 25  | 18 | 7  | 4 | 7  | 25 | 22 | +3   |
| 7    | Moca Fútbol Club                   | 21  | 18 | 5  | 6 | 7  | 17 | 18 | -1   |
| 8    | Universidad Organización y Métodos | 20  | 18 | 6  | 2 | 10 | 18 | 25 | -7   |
| 9    | Bauger Fútbol Club                 | 18  | 18 | 5  | 3 | 10 | 17 | 23 | -6   |
| 10   | Delfines del Este                  | 8   | 18 | 2  | 2 | 14 | 12 | 42 | -30  |

|  | Qualification pour les demi-finales du championnat      |
|  | T : Tenant du titre C : Vainqueur de la Copa Dominicana |

### Demi-finales
| Équipe 1               | Résultat | Équipe 2                | Aller | Retour |
| ---------------------- | -------- | ----------------------- | ----- | ------ |
| Club Atlético Pantoja  | 1 - 2    | Cibao Fútbol Club       | 1 - 1 | 0 - 1  |
| Atlético San Cristóbal | 1 - 4    | Club Barcelona Atlético | 1 - 1 | 0 - 3  |

- Les deux clubs finalistes se qualifient automatiquement pour la CFU Club Championship 2017.

### Finale nationale
| 21 août 2016 | Club Barcelona Atlético                 | 3 - 1 | Cibao Fútbol Club | Stade olympique Félix-Sánchez, Saint-Domingue  |                                                |
|              | Ozuna 42e · Rodríguez 50e · Córdoba 68e |       | 19e Faña          | Spectateurs : 13 000 Arbitrage : Sandy Vásquez | Spectateurs : 13 000 Arbitrage : Sandy Vásquez |

## Bilan de la saison
| Championnat de République dominicaine de football 2016 |                                    |
| Champion                                               | Club Barcelona Atlético (5e titre) |
| Coupes et trophées                                     |                                    |
| Vainqueur de la Coupe de République dominicaine 2016   | Cibao Fútbol Club                  |
| Qualifications continentales                           |                                    |
| CFU Club Championship 2017                             | Club Barcelona Atlético            |
| CFU Club Championship 2017                             | Cibao Fútbol Club                  |
| Promotions et relégations                              |                                    |
| Promus en Liga Dominicana                              | Aucun                              |
| Relégués                                               | Aucun                              |